# Kaar (molen)

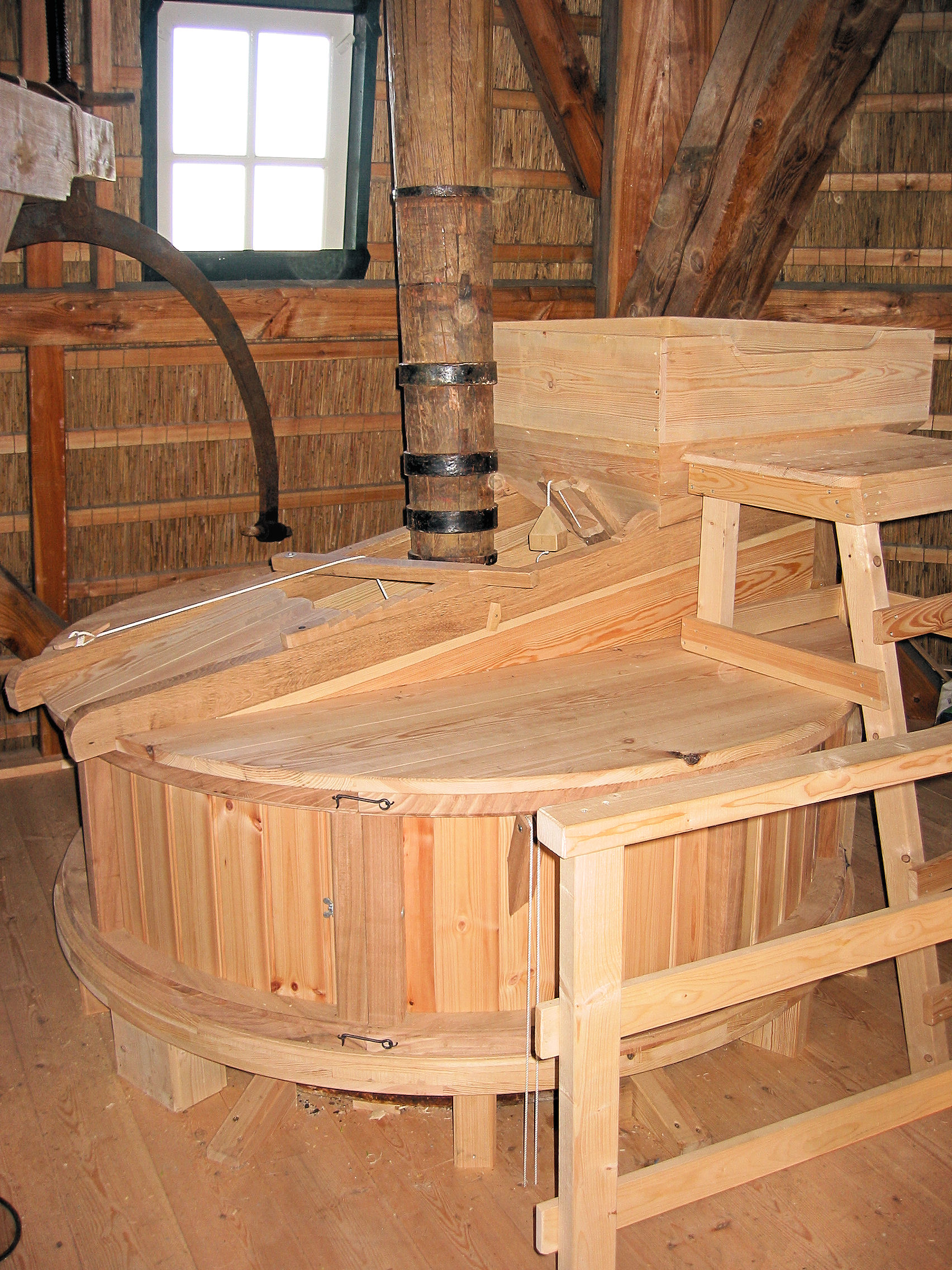
Maalkoppel met kaar van de Concordia molen

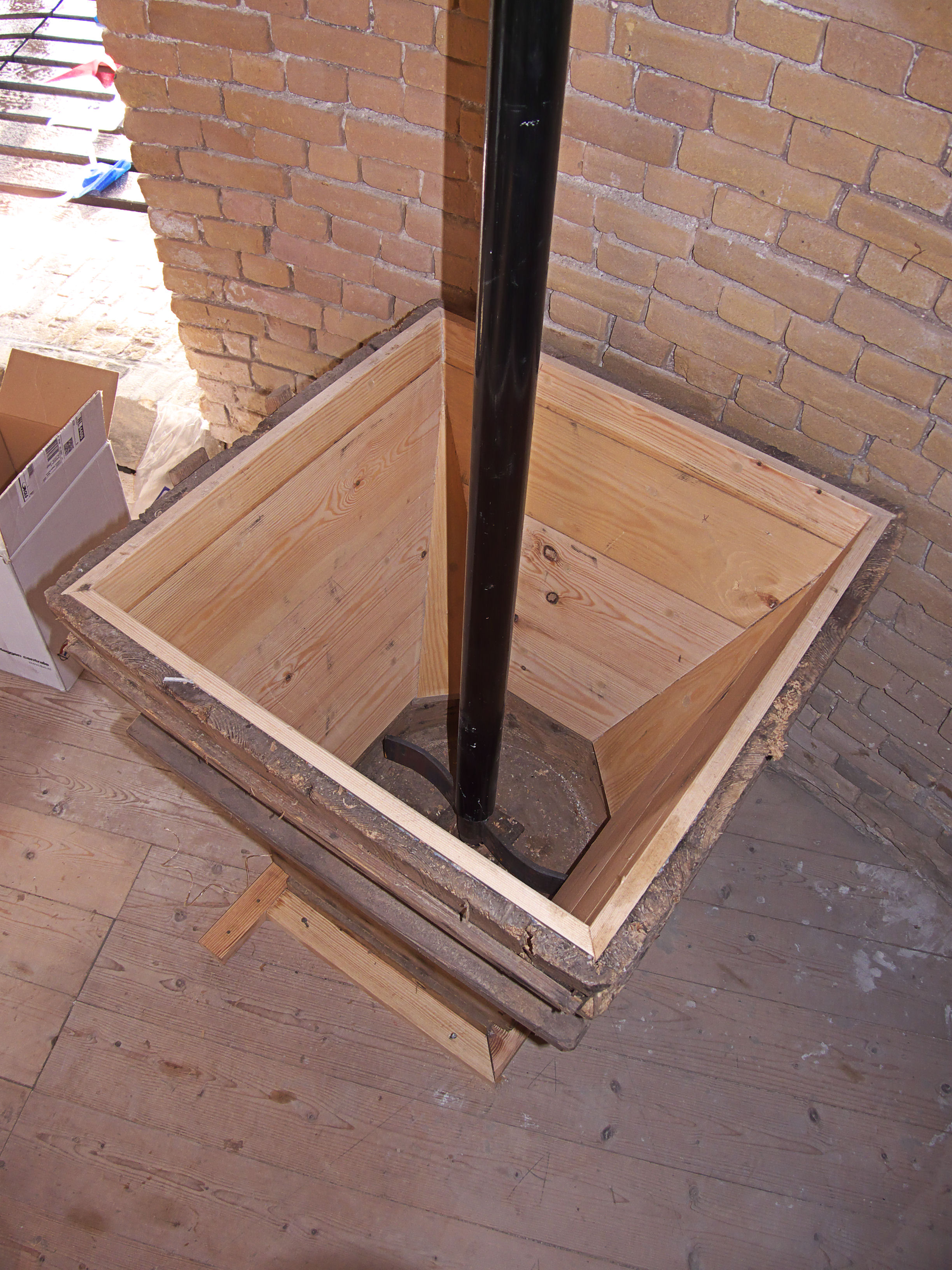
Tremel naar buil

Een kaar of tremel (In Groningen en Friesland zegt men romp) in een traditionele korenmolen is een soort vierkante en trechtervormige silo om een graanvoorraad in op te slaan. Onderaan zit aan één zijde een schuif, van hieruit komt het maalgoed in de schuddebak, die het uiteindelijk in het kropgat van de maalsteen brengt om tussen de stenen fijngemalen te worden. In een gemiddelde kaar kan zo'n 100 tot 150 kilo graan gestort worden. Soms zit er ook nog een grote voorraadkaar boven het kaar van het steenkoppel om een nog grotere voorraad te hebben. De inhoud hiervan verschilt per voorraadkaar. Ook kan er boven een kaar een juten zakkenkoker hangen, om vanaf de bovenliggende zolder het graan te storten. In principe moet een kaar altijd van grenen- of vurenhout gemaakt zijn, waardoor het kaar licht en dus gemakkelijk hanteerbaar is. In de jaren 60 werden soms karen van eikenhout gemaakt, deze zijn bijna niet te hanteren bij het demonteren van de steenkuip voor het schoonmaken en/of billen van de stenen.

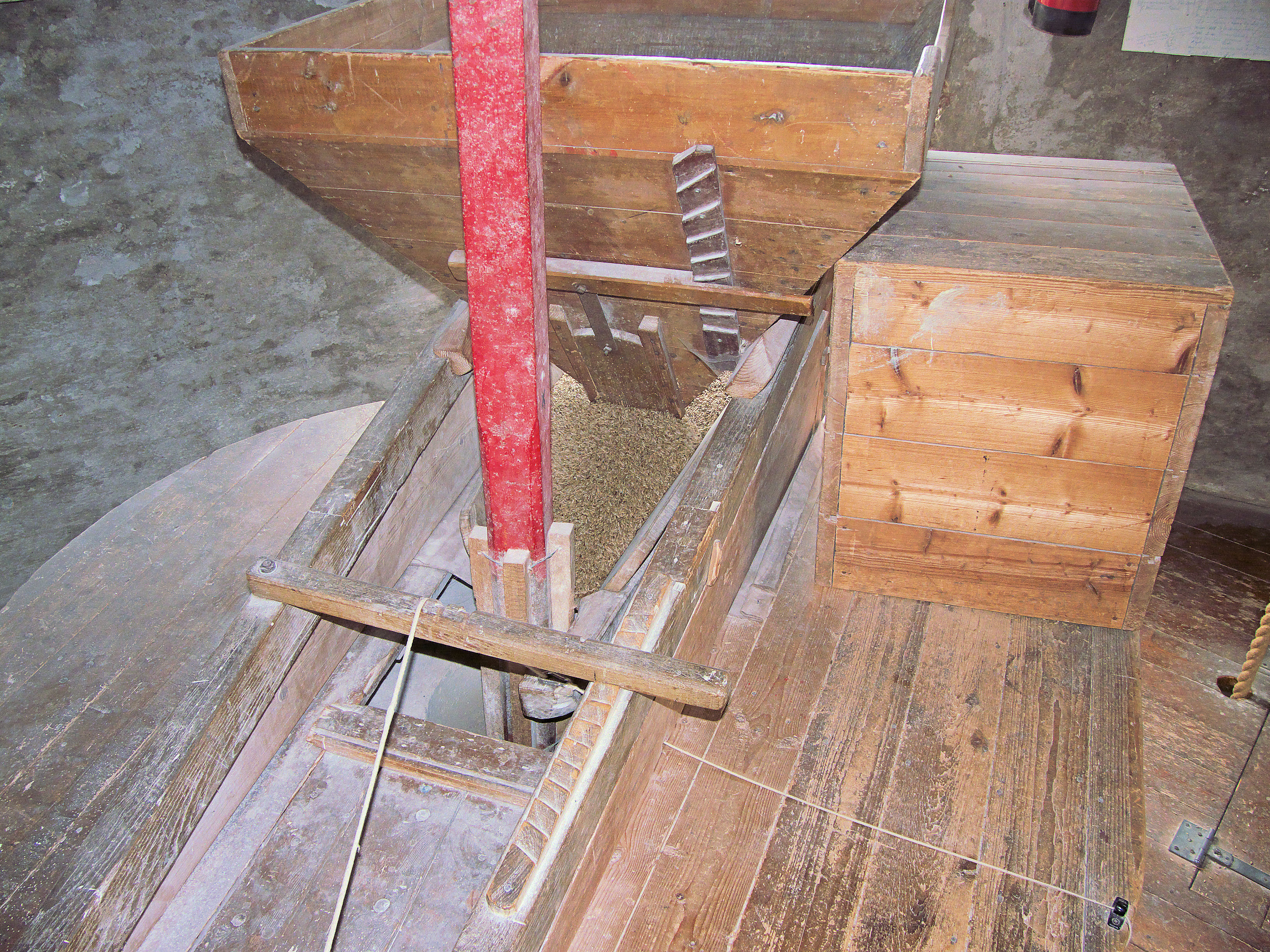
Maalkoppel met kaar en schuddebak

## Tremel
Een tremel kan ook een roerbak zijn, waarin het meel via een roerijzer naar de buil wordt getransporteerd.